# 叶列茨基 (科米共和国)
叶列茨基（羅馬化：Yeletskiy）是俄罗斯科米共和国的市级镇，属沃尔库塔市，以附近的叶列茨河命名。
该地2021年有人口518人；2010年人口631；2002年人口780；1989年人口1,225。